# Alfredo Phillips Olmedo
Alfredo Phillips Olmedo (Matamoros, Tamaulipas, 2 de septiembre de 1935 — Ciudad de México, 11 de octubre de 2014) fue un economista, político y diplomático mexicano. 
Estudió la licenciatura en Economía en la Universidad de Londres, Inglaterra (1956-1960) y un posgrado en Administración Pública por la Universidad George Washington, en Estados Unidos (1965-1966).
Comenzó su carrera en la Secretaría de Hacienda y Crédito Público, como asesor del director general de Impuestos sobre la Renta (1960-1961), jefe del Departamento de Programación Económica y Fiscal (1962-1964) y subjefe del Departamento de Bancos, Monedas e Inversiones (1964-1965). Asimismo, fue funcionario de Crédito del Banco Interamericano de Desarrollo (BID) y director ejecutivo del Fondo Monetario Internacional (FMI) de 1966 a 1970. En el Banco de México se desempeñó como gerente de Asuntos Económicos Internacionales (1971-1975) y de 1971 a 1982 fue asesor en asuntos internacionales de los secretarios de Hacienda Hugo B. Margáin, José López Portillo, Mario Ramón Beteta, Julio Rodolfo Moctezuma, David Ibarra Muñoz y Jesús Silva-Herzog Flores. 
De 1982 a 1988, dirigió el Banco Nacional de Comercio Exterior (Bancomext) donde trasladó el Fondo para el Fomento de las Exportaciones de Productos Manufacturados (Fomex) del Banco de México a Bancomext e implementó la Ley Orgánica del Banco. Durante el gobierno de Carlos Salinas de Gortari, fue embajador de México en Canadá (1989-1991), en Japón (1991-1992), subsecretario de Vivienda y Bienes Inmuebles en la Secretaría de Desarrollo Social (1992-1994) y director general (1994) del Instituto del Fondo Nacional de la Vivienda para los Trabajadores (Infonavit). 
En 1995, es designado Director gerente del Banco de Desarrollo de América del Norte (NADBank). Posteriormente fue presidente de PSG GlobalMexico Estratégica Consultores.
Fue miembro del Partido Revolucionario Institucional (PRI) a partir de 1961, donde formó parte del Consejo Consultivo (1981-1987). Se desempeñó como diputado federal en la LVII Legislatura (1997-2000), donde fue Presidente de la Comisión de Relaciones Exteriores de la Cámara de Diputados por el PRI.
Falleció en la Ciudad de México el 11 de octubre de 2014, como consecuencia de un atropellamiento. Hijo de Howard S. Phillips, editor, pintor y periodista inglés que llegó a México en 1923; y Dolores Olmedo Patiño, coleccionista de arte mexicana.